# Valerij Viktorovics Rjumin
Valerij Viktorovics Rjumin, oroszul: Валерий Викторович Рюмин (Komszomolszk-na-Amure, 1939. augusztus 16. – Mityiscsi, 2022. június 6.) szovjet-orosz űrhajós.

## Életpálya
1958-ig Kalinyingrádban technikumban tanult (fémek hidegalakítása szakon), 1966-ig Moszkvában a Faipari Főiskola elektronikai és számítástechnikai szakon tanult, villamosmérnöki diplomát szerzett. 1958-tól 1961-ig harckocsiparancsnokként teljesített sorkatonai szolgálatot. Az RKK Enyergijánál tesztmérnök (a Szojuz 7K–L1 pilóta nélküli Hold-kerülő űrhajók fejlesztésében is részt vett), az űrállomások külső védelmének tervezője. Tervezői munkássága a Szaljut–1-gyel kezdődött. 1973. március 27-től részesült űrhajós kiképzésben. 1992-től a Shuttle–Mir program keretében az amerikai-orosz program igazgatója volt. 371 napot, 17 órát és 24 percet töltött a világűrben. Űrhajós pályafutását 1998. június 2-án fejezte be.
A Moszkva környéki Mityiscsi katonai temetőjében nyugszik.

## Űrrepülések
- Szojuz–25 fedélzeti mérnöke
- Szojuz–29 tartalék fedélzeti mérnöke
- Szojuz–32/Szojuz–34 fedélzeti mérnöke
- Szojuz–35/Szojuz–37 fedélzeti mérnöke
- STS–91 küldetésfelelős

Bélyegen is megörökítették az űrrepülését.

## Kitüntetések
Kétszer kapta meg a Szovjetunió Hőse kitüntetést, egyszer a Lenin-rendet